# TS-520

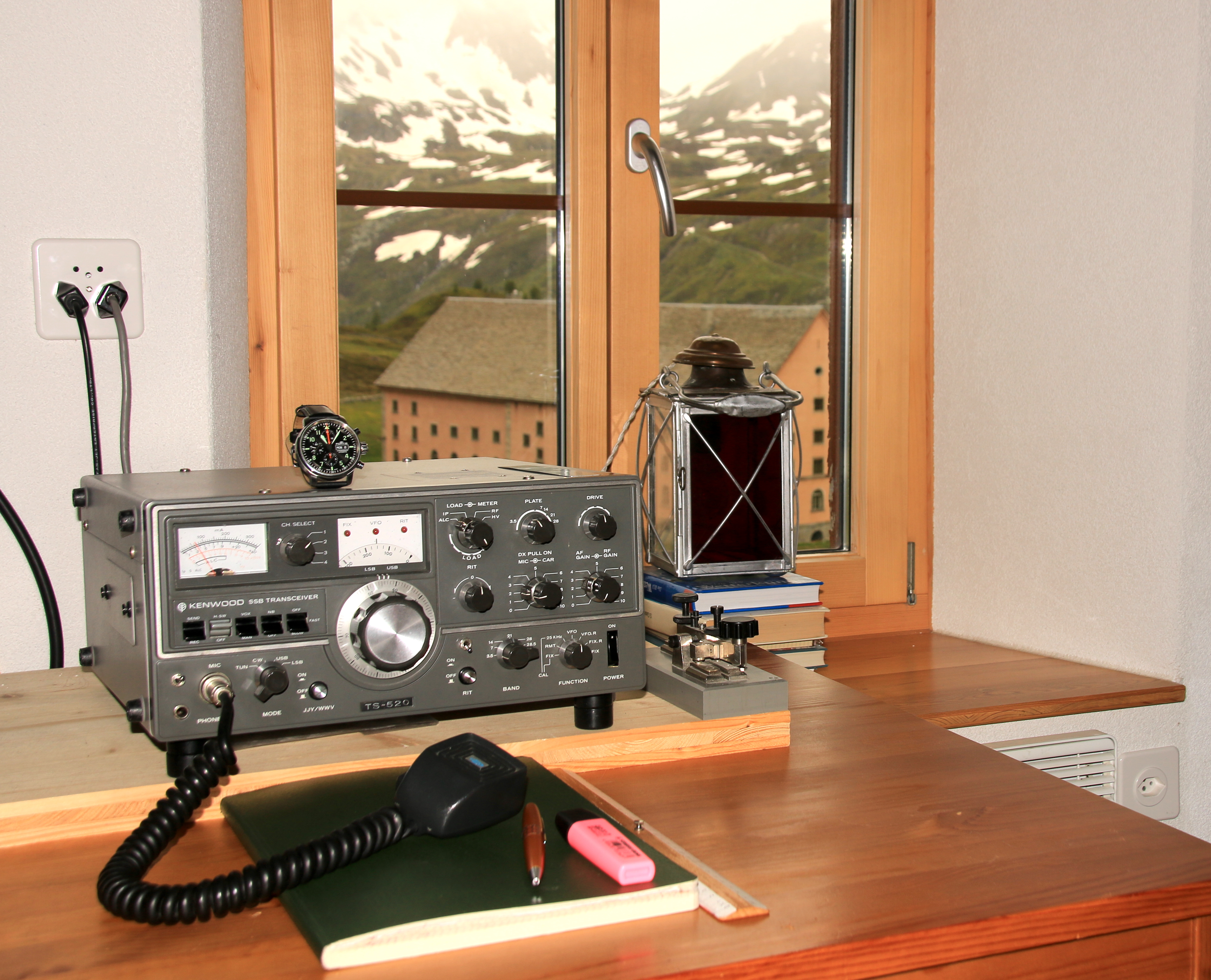
Kenwood TS-520 Amateur-Kurzwellen-Sendeempfänger

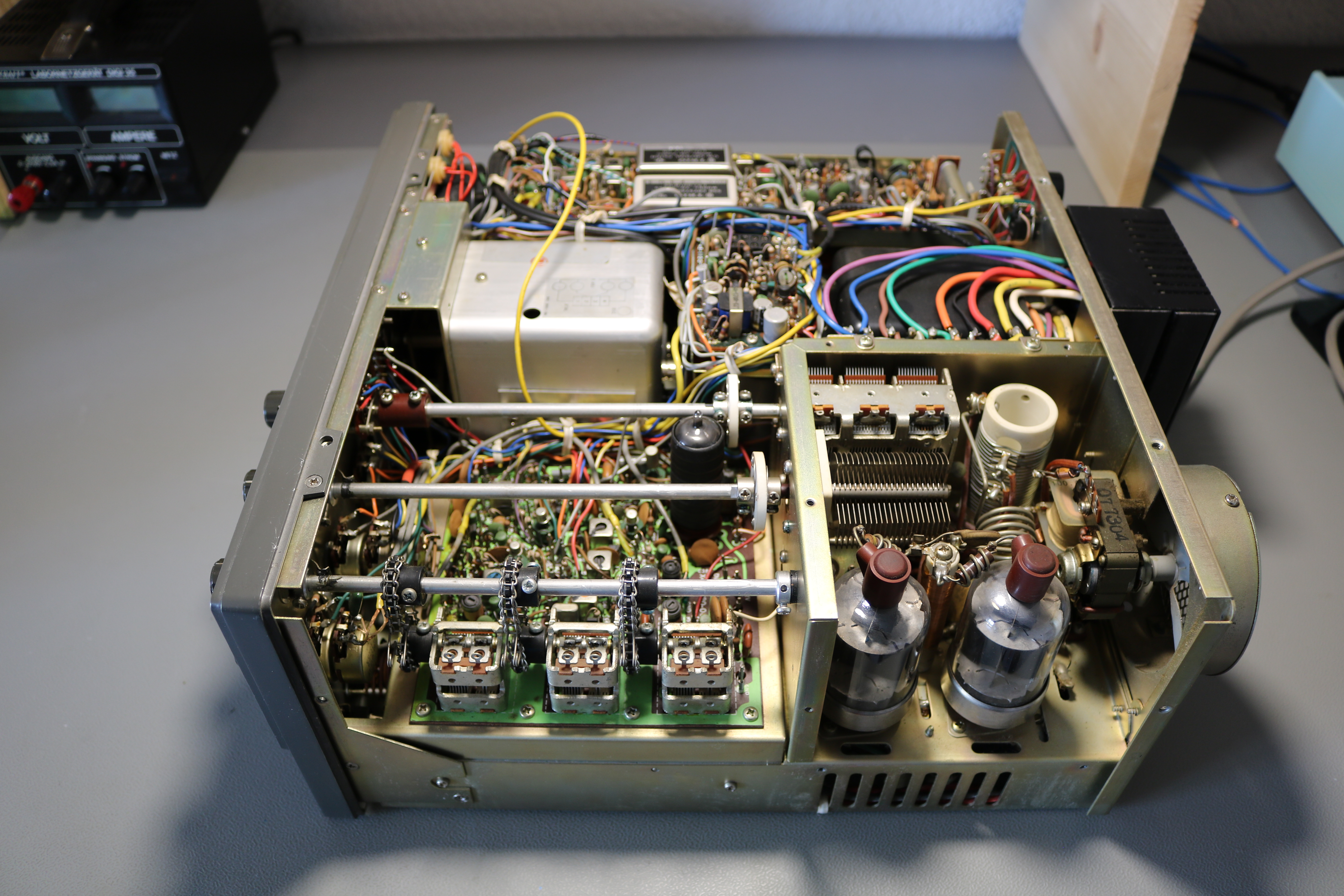
TS-520 geöffnet. Gut sichtbar sind die zwei Röhren der Endstufe

Der TS-520 ist ein mit drei Radioröhren bestückter Sendeempfänger für Kurzwellen-Funkamateure. Er wurde von Kenwood in den späteren 1970er-Jahren gebaut. Das Gerät ermöglicht SSB-Sprachkommunikation und CW-Morsetelegraphie. Der Sender hat eine Leistung von 100 W PEP. Der TS-520 kann mit 120 oder 220 VAC oder mit Batteriestrom von 13,8 VDC betrieben werden. Ein optionaler Filter schränkt die 6-dB-Bandbreite im CW-Betrieb auf 0,5 kHz ein.

## Technische Daten
Die technischen Details des Sendeempfängers sind im TS-520-Manual beschrieben.
| Frequenzbänder         | 1,8–2,0 MHz (nur TS 520 S) 3,5–4,0 MHz 7,0–7,3 MHz 14,0–14,35 MHz 21,0–21,45 MHz 28,0–28,5 MHz 28,5–29,1 MHz 29,1–29,7 MHz |
| Betriebsarten          | SSB/CW |
| Voreinstellbare Kanäle | 4 |
| Stromversorgung        | 120/220 VAC 13,8 VDC |
| Stromverbrauch         | RX: 5 A (Heizung an) bei 13,8 VDC RX: 0,6 A (Heizung aus) bei 13,8 VDC TX: Max 15 A bei 13,8 VDC                           |
| Antennenimpedanz       | 50–75 Ohm / SO-239 |
| Masse                  | 333 mm × 153 mm × 335 mm                                                                                                   |
| Gewicht                | 16 kg |
| Details                | NB / VOX |